# Joyn Österreich

Logo unter altem Namen Zappn

Joyn Österreich (Eigenschreibweise JOYN) ist ein vorwiegend deutschsprachiges Streaming-Angebot aus Österreichs privaten Medienhaus ProSiebenSat.1 Puls 4. Joyn ist in Österreich werbefinanziert und für die Nutzer kostenfrei und ohne Abonnement konsumierbar. Das Angebot beinhaltet Live-TV-Angebote, Mediatheken und von Joyn produzierte Formate. Joyn bietet sowohl öffentlich-rechtliche als auch private Inhalte in einer Streaming-Umgebung an.
Joyn ging 2023 aus der Streamingplattform Zappn hervor, die seit August 2017 in Österreich verfügbar war.

## Geschichte
Mit der Streamingplattform Zappn startete die ProSiebenSat.1 Puls 4 GmbH im Jahr 2017 ihre Aktivitäten im Bereich Streaming & digitalem Fernsehen in Österreich.
Anfang Mai 2023 kündigte das Unternehmen die Ausweitung der Plattform sowie ihre Umbenennung in Joyn an. Das Angebot gilt als eigenständige Marke und bietet neben Mediatheken und Live-TV-Sendern von ProSiebenSat.1.Puls 4 und ORF auch kleine, regionale österreichische Sender an.
2024 wurde aus Zappn Schweiz, Joyn Schweiz.

## Unternehmensstruktur
Inhaber des Streamingdienstes sowie Herausgeber der App ist die ProSiebenSat.1 Puls 4 GmbH in Österreich. Diese ist ein direktes Tochterunternehmen des deutschen Medienunternehmens Seven.One Entertainment Group, das wiederum zur ProSiebenSat.1 Media SE gehört.
Als Co-Geschäftsführer der ProSiebenSat.1 Puls 4 GmbH fungieren seit April 2024 Thomas Gruber und Bernhard Albrecht.

## Angebotene Dienste

### Live-TV, Radio und Video-on-Demand
Mit Joyn präsentiert ProSiebenSat.1 Puls 4 über 90 Live-Sender von öffentlich-rechtlichen (ORF 1 bis ORF III) bis hin zu privaten Anbietern (Puls 4, ATV, ServusTV, ProSieben) sowie ein Angebot an internationalen Sendern wie CNN, DMAX, Eurosport 1 etc. Neben Filmen, Serien und Reality-TV (Streaming) im Live-TV bietet Joyn ein Video-on-Demand Angebot an. Hier können die Zuschauer auf Serien wie Germany’s Next Topmodel und Bauer sucht Frau zugreifen. In über 35 Mediatheken stehen Nutzern Serien wie Biester, Bergwelten oder Filmreihen wie Terra Mater von ServusTV zur Verfügung.
Darüber hinaus gibt es einen Radioplayer mit Programmen von allen großen privaten und öffentlich-rechtlichen Radiosendern.

### Eigenproduktionen
Auf Joyn sind sogenannte Eigenproduktionen verfügbar, d. h. Serien oder Filme, die nur für Joyn produziert wurden und nur auf dieser Plattform zu sehen sind. Zu den Angeboten gehören Serien wie jerks., Blackout, Big Jak – Die Jakob Pöltl Story über den österreichischen Basketballspieler Jakob Pöltl und die Dating-Reality-TV-Show Match in Paradise. Für die Produktion der eigenen Inhalte arbeitet Joyn mit bekannten Persönlichkeiten aus Deutschland und den sozialen Medien zusammen, wie dem Influencer Lukas Galgenmüller, der Kabarettistin Aida Loos und der Schauspielerin Nina Hartmann.

### Sport
Das Sportangebot von Joyn umfasst Sportarten wie American Football, Darts, Handball, Wintersport, NBA, Tennis und Formel 1.
Joyn kombiniert hierbei Angebote verschiedener Sender, darunter Puls 4, Puls 24, ORF On, ServusTV, DAZN, Eurosport 1, Eurosport 2, Sport1 und Sky Sport News.

### Nachrichtensendungen
Nutzern steht auf der Plattform ein 24/7-Nachrichten-Stream mit Inhalten von nationalen und internationalen Sendern zur Verfügung, die auf der Benutzeroberfläche nach dem Prinzip des Public Value sortiert sind. Die Plattform vereint lokale Nachrichtenangebote wie Puls 24 und Zeit im Bild mit internationalen Sendern wie Welt, CNN, N24 Doku und Euronews.

## Weitere Funktionen

### Joyn Community
Unter dem Namen Joyn Community betreibt Joyn auf der Website einen Bereich, auf dem Neuigkeiten über die Streamingplattform, häufig gestellte Fragen und Informationen zu neuen Sendungen zu finden sind. Zudem können die Nutzer hier eigene Beiträge erstellen, andere Mitglieder kontaktieren und deren Beiträge kommentieren.

### Barrierefreiheit
Joyn bietet den Nutzern bei bestimmten Unterhaltungsangeboten barrierefreie Dienstleistungen an. Neben Funktionen wie Audiodeskription und Untertiteln ist auch Gebärdensprache verfügbar.

## Nutzung
Alle Inhalte von Joyn sind kostenfrei zugänglich. Eine Registrierung ist erforderlich, um alle Funktionen nutzen zu können.
Das Programm von Joyn ist in Form kuratierter, themenbasierter Wiedergabelisten zu Genres wie Komödien, Actionfilme und Inhalten für Kinder aufgebaut.

## Verfügbarkeit und Reichweite
Joyn ist über die Webversion unter www.joyn.at sowie auf TV-Endgeräten, Laptops, Tablets und Smartphones mit den Betriebssystemen Android oder iOS abrufbar. Darüber hinaus ist die Plattform über Smart-TV mit den Set-Top-Box-Anbietern bzw. Betriebssystemen Android TV, Apple TV, LG TV, Panasonic TV, Amazon Fire TV oder Chromecast verfügbar.
Im November 2023 verzeichnete Joyn mehr als eine Million monatlich aktive Nutzer.